# Planodema ferreirai
Planodema ferreirai är en skalbaggsart som beskrevs av Stefan von Breuning 1971. Planodema ferreirai ingår i släktet Planodema och familjen långhorningar.
Artens utbredningsområde är Moçambique. Inga underarter finns listade i Catalogue of Life.